# Bauhinia galpinii

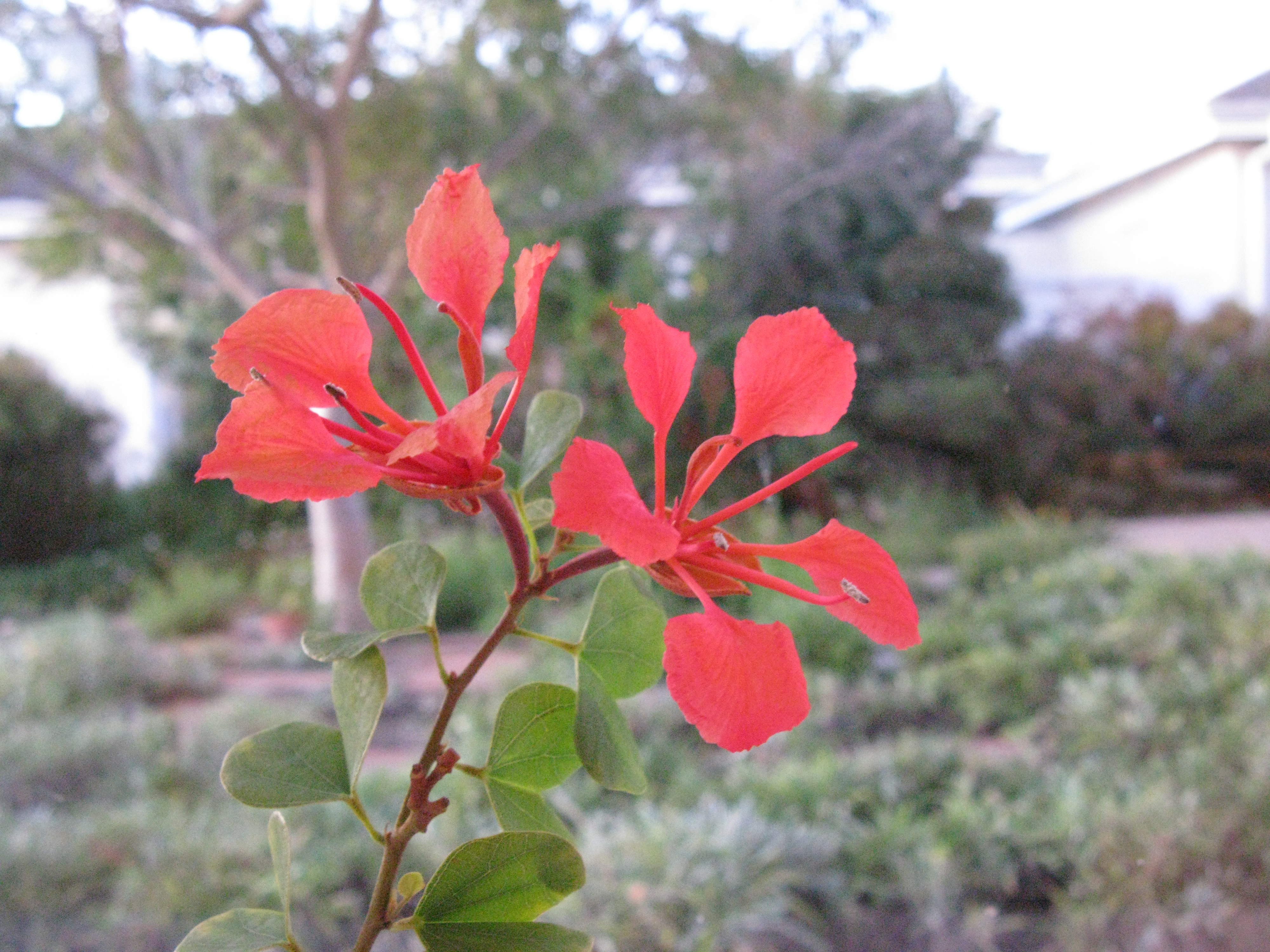
Flors

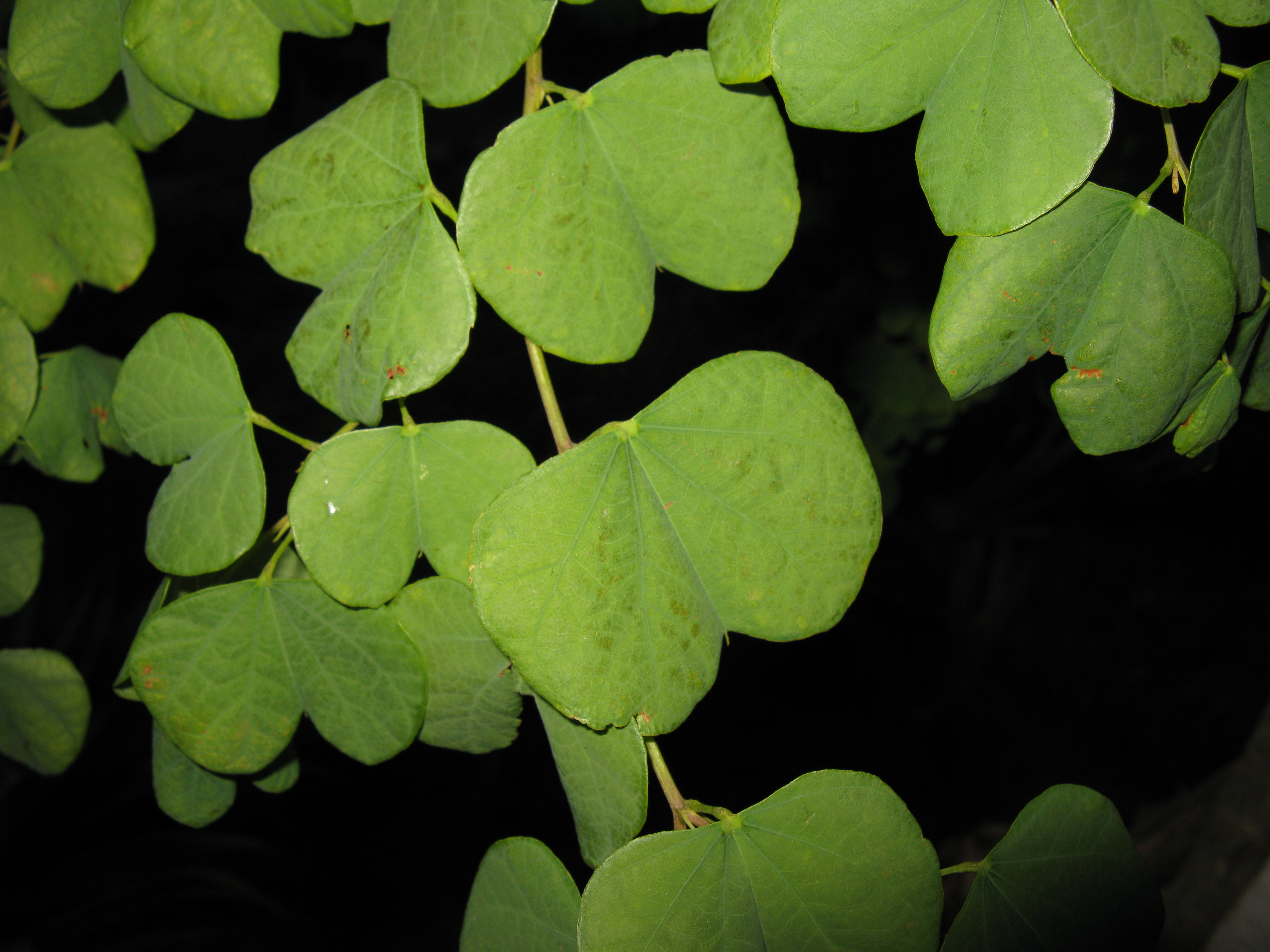
Fulles

Bauhinia galpinii és una espècie de planta de la família de les lleguminoses que es distribueix pel sud d'Àfrica i per Àfrica tropical. És un arbust perenne que es troba en zones càlides, diversos tipus de bosc, sabana, matollars i sovint a zones de major precipitació.